# Anna Saská (1836–1859)
Anna Marie Saská, celým jménem Anna Marie Maxmiliána Štěpánka Karolína Johana Luisa Xaverie Aloisie Benedikta Saská (německy: Anna Maria Maximiliane Stephania Karoline Johanna Luisa Xaveria Nepomucena Aloysia Benedicta von Sachsen; 4. ledna 1836, Drážďany – 10. února 1859, Neapol) byla saská princezna z dynastie Wettinů a první manželka toskánského prince Ferdinanda.

## Původ
Narodila se jako sedmé dítě (čtvrtá dcera) z devíti potomků pozdějšího saského krále Jana a jeho manželky Amálie Augusty Bavorské. Otec byl synem korunního prince Maxmiliána a jeho manželky Karolíny Marie Bourbonsko-Parmské. Na trůn usedl v roce 1854 jako čtvrtý saský král z dynastie Wettinů. Otec její matky byl bavorský král Maxmilián I. Josef a matka její matky byla bavorská královna Karolína Bádenská.
Anna měla osm sourozenců: Marii (1827–1857), Alberta (1828–1902), Alžbětu (1830–1912), Arnošta (1831–1847), Jiřího (1832–1904), Sidonii (1834–1862), Markétu (1840–1858) a Sofii (1845–1867).

## Život
Annin otec byl blízkým přítelem velkovévody Leopolda II. Toskánského; jejich rodiny byly spojeny řadou sňatků a záhy byl dohodnut i sňatek saské princezny s toskánským následníkem trůnu, budoucím velkovévodou Ferdinandem IV. Toskánským (1835–1908), s nímž se poznala dva roky před tím.

## Manželství a potomstvo
Svatba se uskutečnila 24. listopadu 1856 v Drážďanech. Z manželství se narodila jediná dcera:
- Marie Antonie (10. ledna 1858, Florencie - 13. dubna 1883, Cannes), abatyše Ústavu šlechtičen v Praze, roku 1880 údajně uzavřela tajný sňatek s rakouským korunním princem Rudolfem Habsbursko-Lotrinským.

Po narození Marie Antonietty otěhotněla Anna záhy znovu. Při cestě do Neapole však svou druhou dceru potratila v důsledku tyfové horečky[nepřesný odkaz] a několik dní poté, 10. února 1859, zemřela ve svých 23 letech i ona sama. 17. března byla slavnostně pochována v bazilice sv. Vavřince ve Florencii, zatímco v Neapoli byl vedle hrobek vévodů bourbonsko-sicilských v bazilice sv. Kláry vybudován její pomník.
Ferdinandův otec, Leopold II. Toskánský, se 21. července roku 1859 byl pod tlakem revolučního hnutí přinucen vzdát se trůnu ve prospěch svého syna a opustit zemi; tím se stal Annin vdovec pět měsíců po její smrti toskánským velkovévodou.
Ferdinand se znovu oženil v roce 1862 s Alicí Bourbonsko-Parmskou, jež mu porodila deset dětí.

## Vývod z předků
|              |                                       |  |                                     |                                      |  |  |  |  |  |  |  | August III. Polský |
|              |                                       |  |                                     |                                      |  |  |  |  |  |  |  |                    |
|              | Fridrich Kristián Saský               |  |                                     |                                      |  |  |  |  |  |  |  |                    |
|              |                                       |  |                                     |                                      |  |  |  |  |  |  |  |                    |
|              |                                       |  |                                     | Marie Josefa Habsburská              |  |  |  |  |  |  |  |                    |
|              |                                       |  |                                     |                                      |  |  |  |  |  |  |  |                    |
|              | Maxmilián Saský                       |  |                                     |                                      |  |  |  |  |  |  |  |                    |
|              |                                       |  |                                     |                                      |  |  |  |  |  |  |  |                    |
|              |                                       |  |                                     | Karel VII. Bavorský                  |  |  |  |  |  |  |  |                    |
|              |                                       |  |                                     |                                      |  |  |  |  |  |  |  |                    |
|              | Marie Antonie Bavorská                |  |                                     |                                      |  |  |  |  |  |  |  |                    |
|              |                                       |  |                                     |                                      |  |  |  |  |  |  |  |                    |
|              |                                       |  |                                     | Marie Amálie Habsburská              |  |  |  |  |  |  |  |                    |
|              |                                       |  |                                     |                                      |  |  |  |  |  |  |  |                    |
|              | Jan I. Saský                          |  |                                     |                                      |  |  |  |  |  |  |  |                    |
|              |                                       |  |                                     |                                      |  |  |  |  |  |  |  |                    |
|              |                                       |  |                                     | Filip Parmský                        |  |  |  |  |  |  |  |                    |
|              |                                       |  |                                     |                                      |  |  |  |  |  |  |  |                    |
|              | Ferdinand Parmský                     |  |                                     |                                      |  |  |  |  |  |  |  |                    |
|              |                                       |  |                                     |                                      |  |  |  |  |  |  |  |                    |
|              |                                       |  |                                     | Luisa Alžběta Francouzská            |  |  |  |  |  |  |  |                    |
|              |                                       |  |                                     |                                      |  |  |  |  |  |  |  |                    |
|              | Karolína Marie Tereza Parmská         |  |                                     |                                      |  |  |  |  |  |  |  |                    |
|              |                                       |  |                                     |                                      |  |  |  |  |  |  |  |                    |
|              |                                       |  |                                     | František I. Štěpán Lotrinský        |  |  |  |  |  |  |  |                    |
|              |                                       |  |                                     |                                      |  |  |  |  |  |  |  |                    |
|              | Marie Amálie Habsbursko-Lotrinská     |  |                                     |                                      |  |  |  |  |  |  |  |                    |
|              |                                       |  |                                     |                                      |  |  |  |  |  |  |  |                    |
|              |                                       |  |                                     | Marie Terezie                        |  |  |  |  |  |  |  |                    |
|              |                                       |  |                                     |                                      |  |  |  |  |  |  |  |                    |
| 'Anna Saská' |                                       |  |                                     |                                      |  |  |  |  |  |  |  |                    |
|              |                                       |  |                                     |                                      |  |  |  |  |  |  |  |                    |
|              |                                       |  | Kristián III. Falcko-Zweibrückenský |                                      |  |  |  |  |  |  |  |                    |
|              |                                       |  |                                     |                                      |  |  |  |  |  |  |  |                    |
|              | Fridrich Michal Falcko-Zweibrückenský |  |                                     |                                      |  |  |  |  |  |  |  |                    |
|              |                                       |  |                                     |                                      |  |  |  |  |  |  |  |                    |
|              |                                       |  |                                     | Karolína Nasavsko-Saarbrückenská     |  |  |  |  |  |  |  |                    |
|              |                                       |  |                                     |                                      |  |  |  |  |  |  |  |                    |
|              | Maxmilián I. Josef Bavorský           |  |                                     |                                      |  |  |  |  |  |  |  |                    |
|              |                                       |  |                                     |                                      |  |  |  |  |  |  |  |                    |
|              |                                       |  |                                     | Josef Karel Falcko-Sulzbašský        |  |  |  |  |  |  |  |                    |
|              |                                       |  |                                     |                                      |  |  |  |  |  |  |  |                    |
|              | Marie Františka Falcko-Sulzbašská     |  |                                     |                                      |  |  |  |  |  |  |  |                    |
|              |                                       |  |                                     |                                      |  |  |  |  |  |  |  |                    |
|              |                                       |  |                                     | Alžběta Augusta Falcko-Neuburská     |  |  |  |  |  |  |  |                    |
|              |                                       |  |                                     |                                      |  |  |  |  |  |  |  |                    |
|              | Amálie Augusta Bavorská               |  |                                     |                                      |  |  |  |  |  |  |  |                    |
|              |                                       |  |                                     |                                      |  |  |  |  |  |  |  |                    |
|              |                                       |  |                                     | Karel Fridrich Bádenský              |  |  |  |  |  |  |  |                    |
|              |                                       |  |                                     |                                      |  |  |  |  |  |  |  |                    |
|              | Karel Ludvík Bádenský                 |  |                                     |                                      |  |  |  |  |  |  |  |                    |
|              |                                       |  |                                     |                                      |  |  |  |  |  |  |  |                    |
|              |                                       |  |                                     | Karolína Luisa Hesensko-Darmstadtská |  |  |  |  |  |  |  |                    |
|              |                                       |  |                                     |                                      |  |  |  |  |  |  |  |                    |
|              | Karolína Frederika Vilemína Bádenská  |  |                                     |                                      |  |  |  |  |  |  |  |                    |
|              |                                       |  |                                     |                                      |  |  |  |  |  |  |  |                    |
|              |                                       |  |                                     | Ludvík IX. Hesensko-Darmstadtský     |  |  |  |  |  |  |  |                    |
|              |                                       |  |                                     |                                      |  |  |  |  |  |  |  |                    |
|              | Amálie Hesensko-Darmstadtská          |  |                                     |                                      |  |  |  |  |  |  |  |                    |
|              |                                       |  |                                     |                                      |  |  |  |  |  |  |  |                    |
|              |                                       |  |                                     | Karolína Falcko-Zweibrückenská       |  |  |  |  |  |  |  |                    |
|              |                                       |  |                                     |                                      |  |  |  |  |  |  |  |                    |